# John Bull (Lokomotive)
Die John Bull ist eine im 19. Jahrhundert in England für die Camden and Amboy Railroad in den USA gebaute Dampflokomotive.
Unter den ersten Lokomotiven, die in den USA betrieben wurden, war die John Bull die siebte. Voraus gingen zum einen die in England 1828 gebauten Stourbridge Lion und deren zwei Schwestermaschinen Hudson und Delaware sowie die Pride of Newcastle aus Robert Stephensons Werkstatt; sie alle wurden von der Delaware & Hudson Canal Company importiert. Zum anderen gingen 1830 die Best Friend of Charleston und die von Peter Coopers Canton Eisenwerk bei Baltimore gebaute Tom Thumb voraus, die ersten ausschließlich in den USA gefertigten Dampflokomotiven.
Die John Bull fuhr zum ersten Mal im Jahre 1831 und wurde im Jahre 1866 abgestellt. Seit die Smithsonian Institution 1981 die mittlerweile 150 Jahre alte Lokomotive nochmals in Betrieb setzte, gilt sie als die älteste noch betriebsfähige Dampflokomotive der Welt. Heute befindet sich die John Bull im Smithsonian’s National Museum of American History in Washington, D.C., und ein Replikat des Fahrzeugs aus dem Jahre 1939 ist im Railroad Museum of Pennsylvania regelmäßig in Betrieb zu sehen.

## Konstruktion
Anmerkung: Mangels Dokumenten ist die exakte Beschreibung vor allem des Antriebs und der Steuerung schwierig. Die unten folgende Darstellung versucht, die Beschreibung in Evolution of American Locomotives in die hierzulande verwendete Terminologie umzusetzen. Detailfehler sind dabei nicht auszuschließen.

### Allgemeiner Aufbau
Die John Bull wurde in England von Robert Stephenson und Company für die Camden and Amboy Railroad (C&A) gebaut, die erste Eisenbahn in New Jersey.
Basis und verbindendes Element für die Hauptbaugruppen der Maschine ist ein 4,5 Meter langer und 1,9 Meter breiter Rahmen, der die Räder von außen umfasst. Spätere modernere Lokomotiven hatten demgegenüber fast ausschließlich einen innen zwischen den Rädern liegenden Rahmen. Dieser Rahmen wird von zwei Radsätzen getragen, die in der Ursprungsausführung beide als Treibradsätze dienten. Daraus ergibt sich die Achsfolge B. Im oberen Teil trägt der Rahmen die hinten platzierte Feuerbüchse mit dem Dampfkessel. Der Rahmen ist soweit nach hinten gezogen, dass darauf eine Plattform für die Bedienungsmannschaft ausgelegt werden konnte – zu dieser Zeit noch eine Neuerung bei den ersten Dampflokomotiven. Die Antriebszylinder sind unter dem Kessel vor der ersten Antriebsachse angeordnet.

### Kessel und Feuerung
Der zylindrische, 1067 mm lange Kessel ist liegend als Langkessel auf dem Rahmen positioniert und hat am vorderen Ende als eine der ersten Ausführungen dieser Art eine abgeteilte Rauchkammer, aus der der Rauchabzug nach oben herausführt. Der Kessel ist von 62 Heizrohren mit einem Durchmesser von 50,8 mm durchzogen, die die Wärme der Abgase auf dem Weg von der Feuerbüchse zur Rauchkammer auf das umgebende Kesselwasser übertragen. Die Gesamtheizfläche dieser Heizrohre beträgt fast 20 Quadratmeter. Die am hinteren Ende gelegene 1093 mm lange und 966 mm breite Feuerbüchse ist für die Feuerung mit Brennholz vorgesehen und hat an den Berührungsstellen zum Kesselwasser eine Heizfläche von etwa 3 Quadratmetern.

### Fahrwerk
Die Treibräder haben einen Durchmesser von 1,37 Metern und sind mit einem Achs-Abstand von 1,4 Metern hintereinander angeordnet. Die Radnaben sind aus Gusseisen, die Speichen und Felgen waren in der Ursprungsausführung aus Robinienholz, die dreiviertel Zoll (19 mm) dicken Radreifen aus geschmiedetem Eisen. Die Achswellen-Enden sind durch den Rahmen hindurch nach außen geführt und dort mit jeweils einem kurzen Kurbelhebel versehen. In der Ursprungsausführung war auf beiden Seiten auf den Zapfen der Kurbelhebel jeweils eine Kuppelstange vorhanden, die den vorderen Radsatz bewegte. Die Achse des vorderen Radsatzes war eine einfache durchgehende Welle. Zwischen den hinteren Rädern befindet sich demgegenüber ein kompliziertes Kurbelgetriebe.

### Antrieb
Die von den Kolben und Kolbenstangen bewegten Treibstangen sind am vorderen Ende der Kolbenstangen nach unten hängend angelenkt und unter den Antriebszylindern und der ersten Treibachse hindurch nach hinten zum Kurbelgetriebe geführt, wo sie an der Exzenterwelle angelenkt sind. Diese Treibstangen sind über diesen Gelenkpunkt hinaus um ein kurzes Stück weiter nach hinten verlängert und betätigen mit der Bewegung dieser Enden wechselweise die Ventile für die Dampfzuleitung zu den Zylindern. Mit der Vor- und Rückwärtsbewegung der Treibstangen wird die Exzenterkurbel und damit die Räder in drehende Bewegung versetzt, die auf den Schienen zur Fahrbewegung führt.

### Steuerung für die Fahrtrichtung
Die nicht allzu sehr in die Details gehende Darstellung in Evolution of American Locomotives lässt Folgendes vermuten:
- Die Hinterachse ist keine durchgehende Einheit, vielmehr haben die hinteren Räder kurze Achswellenzapfen, auf denen die Kurbelexzenter-Welle aufsitzt.
- Die Exzenter-Arme sind auf den Achszapfen nicht fest, sondern lose drehend befestigt.
- Sie sind zudem um einen geringen Betrag seitwärts auf den Achszapfen verschiebbar.
- Auf den Achswellenzapfen und an den Exzenter-Gelenken befinden sich Verzahnungs-Vorrichtungen, die am Endpunkt jeder seitlichen Verschiebung des Exzenters ineinander greifen und die gemeinsame Drehung der Räder mit der Exzenterkurbel erzwingen.
- In der mittleren Verschiebestellung lässt sich die Exzenterkurbel frei auf den stillstehenden Radachsen drehen.
- Die seitlichen Verbindungshalterungen für die Exzenterwelle sind jeweils um 180° versetzt angeordnet. Das heißt, wenn die Exzenterwelle aus der fixierten Stellung „links“ in die Endstellung „rechts“ verschoben wird, muss sie zuvor eine Drehung um 180° vollführen, um „rechts“ für eine „feste“ Verbindung mit den Rädern einzurasten.

Wenn nun ein Fahrtrichtungswechsel der Lokomotive durchgeführt werden sollte, geschah folgendes:
- Der Maschinist löste mit einem Fußhebel die Arretierung der Exzenterkurbelwelle und verschob sie in die mittlere, frei drehbare Stellung.
- Mit einem Handhebel wurden die Zylinderventile unter der Führerstand-Plattform von den Treib- bzw. Kurbelstangen-Enden abgehoben (oder umgekehrt).
- Mit Hebeln an den Ventilen konnte der Maschinist die Dampfzufuhr zu den Zylindern einzeln von Hand steuern und damit die Exzenterkurbel vor und zurück bewegen, bis sie in der „richtigen“ – um 180° versetzten – Position für die neue Fahrtrichtung lag.
- Jetzt wurde die Exzenterwelle in dieser Stellung seitlich in die Verzahnung eingerückt und verriegelt sowie die Ventilsteuerung wieder mit den Kurbelstangen-Enden verbunden.
- Nach dieser Umlegung des Kurbelangriffspunktes um 180° drehten sich die Räder dann in die umgekehrte Richtung wie zuvor.

### Kosten und Fertigstellung
Die Herstellungskosten betrugen 785 Pfund. Die Maschine wurde für die Verschiffung nach dem Erstaufbau wieder zerlegt und in Kisten an Bord der „Allegheny“ nach Amerika transportiert. Der fähige und kenntnisreiche Maschinist Isaac Dripps von der C&A baute die ohne Zeichnungen oder Bauanleitung gelieferte Lokomotive wieder zusammen. Die Lokomotive erhielt danach die Bezeichnung Nr. 1.

### Zusätzlicher Tender
Da kein Tender mitgeliefert wurde, baute der Maschinist Isaac Dripps einen zweiachsigen Wagen dazu, auf dem ein Whiskyfass als Wasserbehälter befestigt war. Ein Lederschlauch verband das Fass mit der Maschine.

## Umbauten

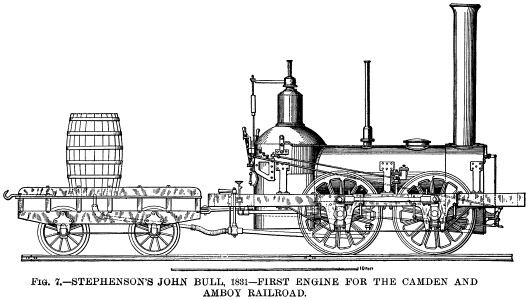
Ursprungszustand 1831, die äußere Kuppelstange ist in der obersten Stellung dargestellt

Nach der Inbetriebnahme stellte sich heraus, dass die Gleisbögen für die Lokomotive zu enge Radien aufwiesen, obwohl diese bereits einen vergleichsweise kurzen Achsstand hatte. Um die daraus resultierenden Probleme zu vermeiden, zum Beispiel die Entgleisungsgefahr, wurden die Kuppelstangen entfernt und die Lager des vorderen, jetzt leer mitlaufenden Radsatzes mit einem seitlichen Spiel von 1 ½ Zoll (ca. 37 mm) versehen. Zusätzlich wurde ein radial schwenkbares Lenkgestell mit einem Laufradsatz eingebaut, um eine bessere Spurführung zu erreichen. Nach diesen Umbauten hatte die John Bull somit die Achsfolge 1’1A – also mit einem vorauslaufenden, radial einstellbaren Laufradsatz, einem weiteren, seitenverschiebbar gelagerten (ehemalige Kuppelachse) und dem Treibradsatz.

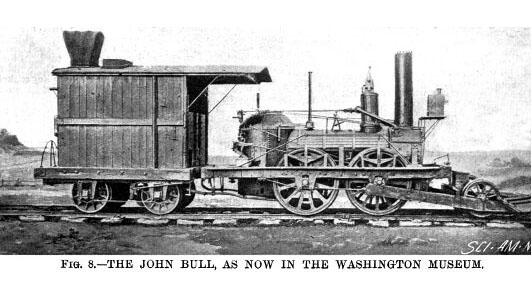
John Bull nach dem Umbau

Auf den Bildern ist der Rahmen des Laufgestells in ungewöhnlicher Weise bis auf die Höhe des ersten, bisherigen Kuppelradsatzes hochgezogen. Diese Anordnung diente möglicherweise dazu, mit der Schwenkbewegung des Lenkgestells den bisherigen Kuppelradsatz in Gleisbögen vorauseilend schon ein Stück in die Gegenrichtung zu drücken, um die drei Radsätze in einem schwachen Bogen hintereinander laufen zu lassen.
Bei diesen Umbauten wurden auch die hölzernen Radspeichen durch gusseiserne Radkörper ersetzt. Der bisher oben auf der Feuerbüchse platzierte Dampfdom wurde nach vorn auf das vormalige Mannloch gesetzt und die Feuerbüchse mit Holz verkleidet.
Um die Besatzung und die Bremser vor den Wetterunbilden zu schützen, wurde der Tender von der C&A mit einer Kabine ausgestattet und deren Dach bis über den Führerstand vorgezogen. Außerdem wurden Sicherheitseinrichtungen wie eine Glocke und Scheinwerfer angebaut.

## Betrieb und Nutzung

### Erste Inbetriebnahme
Die erstmalige Inbetriebnahme erfolgte im September 1831. Am 12. November 1831 lud der Präsident der C&A, Robert Livingston Stevens, die anwesenden Parlamentarier von New Jersey und lokalen Honoratioren zu einer kurzen Testfahrt mit der neuen Lokomotive ein. Zu den Passagieren zählte auch der Neffe von Napoleon Bonaparte, Prinz Murat.
Bis zur Fertigstellung der Eisenbahnstrecke 1833 blieb die Lokomotive abgestellt. Der Betrieb erfolgte bis dahin mit Zugpferden. Die C&A kennzeichnete ihre ersten Lokomotiven mit Nummern und Namen. Die gelieferte Maschine erhielt die Nummer 1 und den Namen Stevens nach dem ersten Präsidenten der Bahngesellschaft. Im Laufe der Zeit nannten die Lok-Mannschaften ihre Maschine wegen ihrer englischen Herkunft jedoch zunehmend the old John Bull als Reverenz an die bekannte Symbolfigur John Bull. Schließlich wurde diese Bezeichnung zu John Bull abgekürzt und bald gebräuchlicher als der offizielle Name.
Nachdem die Lokomotive jahrelang im Rangierdienst eingesetzt worden war, wurde sie 1866 aus dem Verkehr gezogen und in Bordentown abgestellt. Danach wurden von der Maschinerie die Pumpe und der Dampfkessel für den Betrieb einer Sägemühle genutzt.

### PR-Zugpferd der PRR
1869 wurde die C&A von der „United New Jersey Railroad and Canals Company“ übernommen, welche schon 1871 in die Pennsylvania Railroad (PRR) aufging. Die PRR ließ die Lokomotive renovieren, weil sie diese zur Öffentlichkeitsarbeit einsetzen wollte. Die PRR legte allerdings Wert darauf, dass die Lokomotive bei der Renovierung etwas „gealtert“ wurde. So wurden in der Lokwerkstatt der PRR manche Originalteile durch alt aussehende Teile ersetzt oder ganz entfernt. Der Schornstein wurde durch ein Metallrohr ersetzt und die Kabine wieder abgebaut.
Die PRR zeigte die Lokomotive nach der Renovierung eine Zeit lang auf verschiedenen Ausstellungen, um damit für die Eisenbahngesellschaft zu werben. Im Fahrbetrieb war die John Bull beispielsweise während der Weltausstellung „Centennial Exposition“ im Jahr 1876 zu sehen. Die PRR stellte die Lokomotive 1883 auch auf der National Railway Appliance Exhibition in Chicago aus. Im Jahr darauf erwarb das Smithsonian Institution die John Bull als die erste größere Maschine.

### Übernahme durch die Smithsonian Institution
In der Smithsonian Institution fand die PRR eine neue Heimat für ihre historische Lokomotive und eine geeignete Arbeitsstelle für den Ingenieur J. Elfreth Watkins. Watkins hatte durch einen Arbeitsunfall wenige Jahre zuvor ein Bein verloren. Damit konnte er die körperlichen Anforderungen an den Eisenbahndienst nicht mehr erfüllen, so dass die Eisenbahngesellschaft ihn eine Zeit lang in der Verwaltung einsetzte. Er wurde deshalb aufgrund seiner Fähigkeiten Fachkurator für das 1880 neu eröffnete „Arts and Industries Building“ der Smithsonian Institution und betreute dort die Lokomotive über die nächsten Jahre. Watkins gewährleistete auch, dass die PRR und die Smithsonian Institution in den kommenden Jahren weiter zusammenarbeiteten.
Die Lokomotive wurde am 22. Dezember 1884 zum ersten Mal in der Osthalle des Arts and Industries Building der Öffentlichkeit gezeigt. Bis auf einige wenige Anlässe war sie dort für die nächsten 80 Jahre zu sehen.

### Weltausstellung 1893

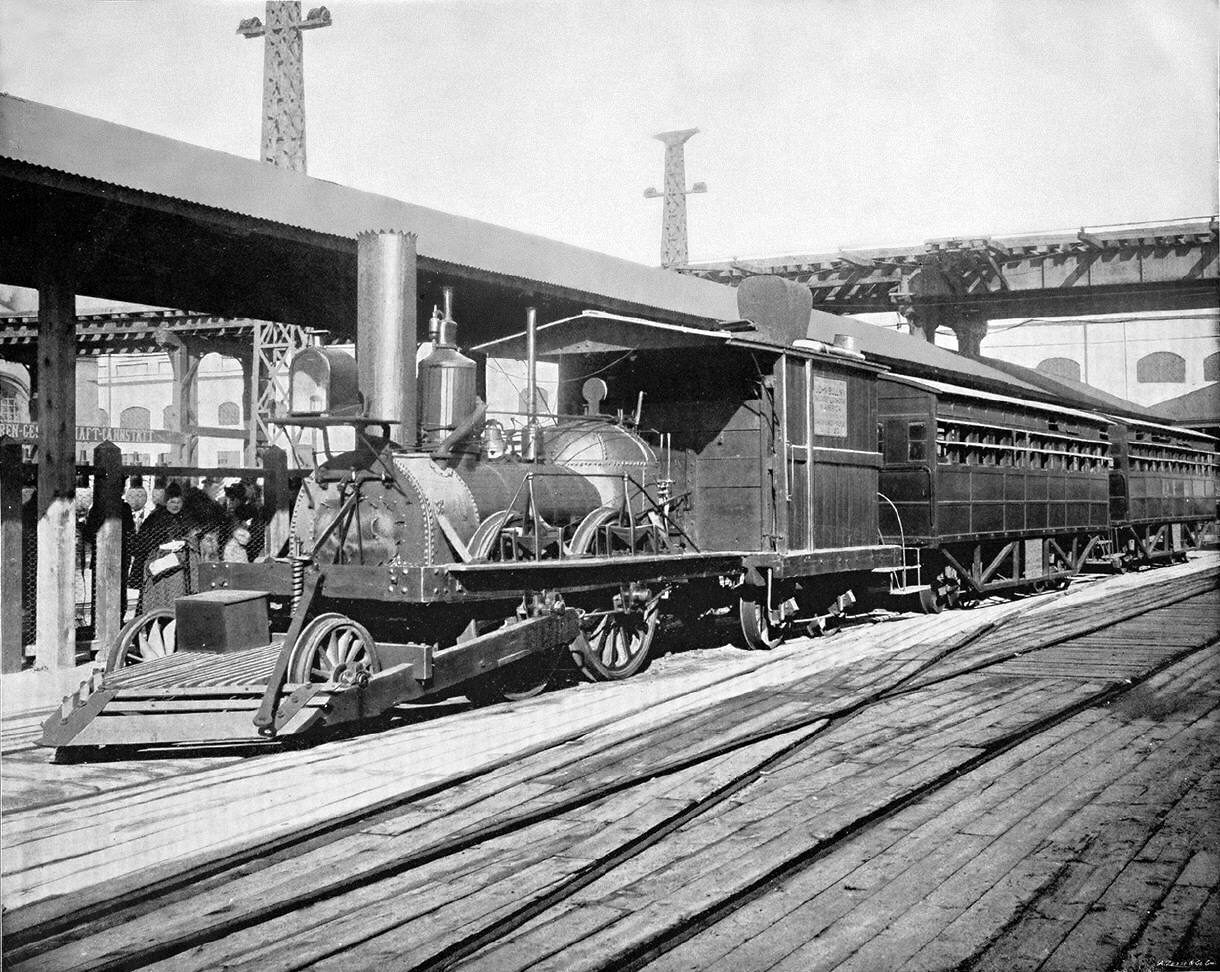
John Bull auf der Weltausstellung im Jahre 1893 in Chicago

Die vielleicht wichtigste Ausstellung der Lokomotive außerhalb der Smithsonian Institution war die 1893er Weltausstellung World Columbian Exposition, zu der die Lokomotive nach Chicago reiste. Die Pennsylvania Railroad plante wie die meisten anderen Gesellschaften eine große Ausstellung über ihre Entwicklung. Die PRR vereinbarte deshalb, dass die Lokomotive sowie einige Wagen in die Werkstätten nach Jersey City (New Jersey) geschafft werden. Dort sollte eine Aufarbeitung stattfinden, die wieder einen Betrieb zuließ. Angesichts der Bedeutung der Lokomotive für die amerikanische Eisenbahngeschichte sollte die Lokomotive in besonderer Weise gewürdigt werden. Dazu war seitens der PRR und der Smithsonian Institution geplant, dass die Lokomotive die Strecke zwischen New Jersey und Chicago selbständig bewältigte.
Die Überholung der Lokomotive wurde durch den PRR-Oberingenieur Theodore N. Ely beaufsichtigt. Nach einer Testfahrt nach Perth Amboy in New Jersey (80,5 km in 2 Stunden und 15 Minuten) war Ely überzeugt, dass die Lokomotive zuverlässig genug arbeitete, um die Gouverneure der zu durchfahrenden Bundesstaaten sowie den US-Präsidenten Grover Cleveland für die Fahrt nach Chicago einzuladen.
Die John Bull zog einige Personenwagen mit Honoratioren und Pressevertretern auf ihrem Weg von Perth Amboy nach Chicago, der zuerst nach Philadelphia führte. Ab Philadelphia fuhren ortskundige Lokführer als Lotsen für die restliche Strecke bis nach Chicago mit, wo der Zug am 22. April ankam. Während ihrer Fahrt hatte die Lokomotive eine durchschnittliche Geschwindigkeit von 40 bis 50 km/h erreicht. Auf der Ausstellung wurden Fahrten für die Besucher angeboten. Am 6. Dezember begann die Rückreise der Lokomotive; am 13. Dezember war die Lokomotive wieder in Washington, D.C.

### Die „Fair of the Iron Horse“
1927 verließ die Lokomotive erneut das Museum. Die Baltimore and Ohio Railroad feierte ihr 100-jähriges Bestehen mit der Fair of the Iron Horse in Baltimore. Da der Tender wegen seines schlechten Zustandes bereits 1910 verschrottet worden war, ließ die PRR in ihrer Werkstatt in Altoona (Pennsylvania) einen Nachbau anfertigen. Außerdem wurde die Lokomotive dort überholt, um ihren Betrieb während der Ausstellung sicherzustellen. Bis 1980 war dies die letzte Gelegenheit, die Lokomotive unter Dampf zu sehen.

### Der hundertste Geburtstag
Nach der Rückkehr ins Smithsonian nach der Weltausstellung 1893 verblieb die Lokomotive für die nächsten Jahrzehnte in der ständigen Ausstellung. Das Museum beauftragte 1930 die PRR-Werkstatt in Altoona mit dem Nachbau eines zweiten Tenders. Diesmal wurden für den Nachbau wieder Teile des Originaltenders, die bei der Verschrottung des Originals zwanzig Jahre zuvor aufbewahrt worden waren, verwendet.
1931 feierte die Smithsonian Institution den hundertsten „Geburtstag“ der Lokomotive. Allerdings standen dem Museum nicht ausreichend finanzielle Mittel zur Verfügung, um sie in einen betriebsfähigen Zustand zu versetzen. Es wurde deshalb entschieden, die Lokomotive mit Druckluft angetrieben zu zeigen. Das Museum lieh sich von der Pennsylvania Railroad einen Personenwagen aus dem Jahr 1836, um ihn hinter der Lok mit dem neugebauten Tender zu zeigen. Die offiziellen Feiern fanden am 12. November 1931 statt. Die Feierlichkeiten mit dem „Betrieb“ der Lokomotive wurden von CBS Radio übertragen.

### Die letzten Ausstellungen außerhalb des Smithsonians
1933 entlieh die PRR die Lokomotive erneut für die Weltausstellung Century of Progress in Chicago. Im Gegensatz zur vorigen Reise wurde die Lok dieses Mal verladen und nur ausgestellt. Während dieser Ausstellung wurde entschieden, dass durch die PRR-Werkstatt in Altoona ein betriebsfähiger Nachbau erfolgen sollte. 1939 begannen die Beschäftigten der Lokwerkstatt der PRR in Altoona (Pennsylvania) mit dem Bau eines betriebsfähigen Replikats. Dieses sollte für weitere Ausstellungen genutzt werden, da die Smithsonian Institution die Originallok in einer kontrollierten Umgebung aufbewahren wollte. Im Jahr 1940 fuhr dieses Replikat auf der Weltausstellung New York World’s Fair zum ersten Mal, während die Originallokomotive und der rekonstruierte Tender ins Museum zurückkehren konnten.
Die Lokomotive wurde 1939 letztmals im Freien gezeigt. Aufgrund des fragilen Zustands der Lokomotive entschieden die Museumskuratoren, keine weiteren Ausstellungen unter freiem Himmel mehr durchzuführen. Die Lokomotive wurde deshalb für die nächsten 25 Jahre in der Osthalle des Museums gezeigt. 1964 wurde die Lokomotive zu ihrer jetzigen Heimat, dem National Museum of American History transportiert, damals noch National Museum of History and Technology genannt.

## Wiederinbetriebnahme nach 150 Jahren
Das Smithsonian erinnerte an den 150. Geburtstag der Lokomotive im Jahre 1981 auf besondere Art und Weise; sie wurde erneut unter Dampf gesetzt und gilt seitdem als die älteste betriebsfähige Lokomotive der Welt.
Vor dem 150. Geburtstag der Maschine begannen im Smithsonian Diskussionen, wie der Bedeutung und dem Alter der Lokomotive am besten Rechnung getragen werden kann. Unter den Kuratoren des Smithsonians bestand Einigkeit, dass die Bedeutung als älteste existierende Lokomotive oder ihre Nutzung bei der ersten Eisenbahn in New Jersey bis dahin in der Ausstellungsliteratur zu wenig gewürdigt wurde.
Erste Kontrollen an der Lokomotive im Jahre 1980 ergaben, dass die Lok in einem verhältnismäßig guten mechanischen Zustand war und keine gravierenden Schäden festzustellen waren. Als die Räder von den Schienen gehoben wurden, auf denen sie seit 50 Jahren standen, erwiesen sich auch die Achsen als noch frei beweglich. Im Januar 1980 nutzten Museumsangestellte Druckluft, um die Zylinder anzutreiben und die Räder durch die Treibstangen wie vor 50 Jahren in Bewegung zu setzen. Auch die Steuerung schien in gutem Zustand zu sein. Unklar blieb lediglich, ob der Kessel der Lokomotive dem Dampfdruck und dem Feuer noch standhalten konnte.

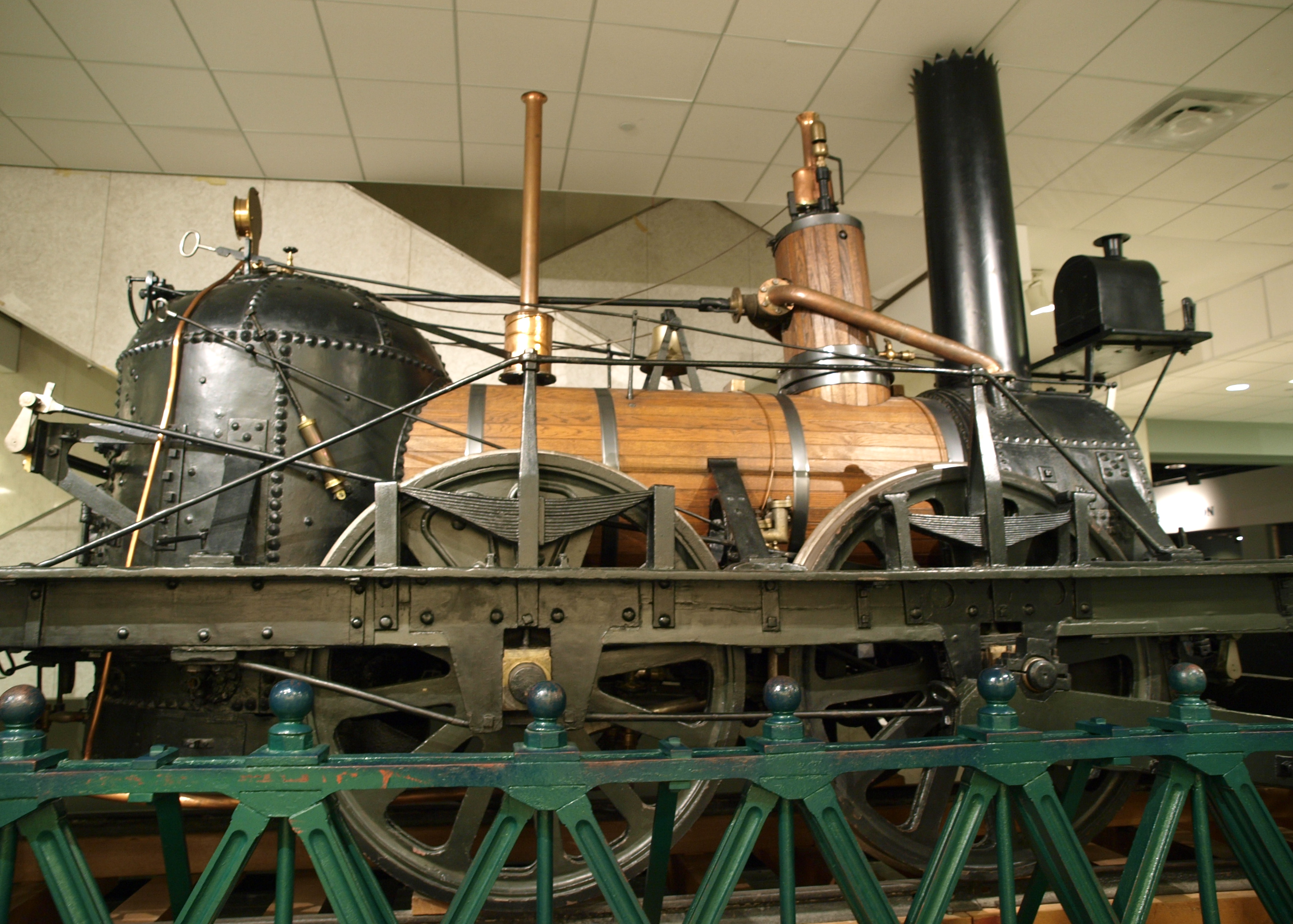
Die originale John Bull im National Museum of American History

Das Museum beauftragte die Hartford Steam Boiler Inspection and Insurance Company, die Kesseltauglichkeit für eine Inbetriebnahme zu überprüfen. Die Untersuchung erfolgte drei Tage lang außerhalb der Öffnungszeiten des Museums zwischen 18:30 Uhr und 4 Uhr morgens und beinhaltete elektromagnetische, Ultraschall- und Röntgenuntersuchungen. Die Ergebnisse zeigten, dass einige Haarrisse im Kessel vorhanden waren. Es wurde deshalb entschieden, den Kessel mit einem geringeren Druck von 50 psi (3,45 bar) zu betreiben. Der ursprüngliche Kesseldruck bei der Anlieferung an die C&A betrug 70 psi (4,82 bar). Die Leitung des Smithsonian entschied nach einigen weiteren hydrostatischen Tests, dass die Lokomotive wieder mit eigener Kraft betrieben werden konnte.
Nach Durchführung letzter Reparaturen fuhr die Lokomotive am 15. September 1981 außerhalb von Washington (D.C.) wieder mit eigener Kraft. Dadurch wurde die Lokomotive zur ältesten in Betrieb befindlichen Dampflokomotive der Welt.
Die originale John Bull steht heute im National Museum of American History in Washington, D.C. Der Nachbau der John Bull aus dem Jahr 1939 gehört derzeit dem Railroad Museum of Pennsylvania und wird von diesem auch betrieben.

## Chronologie
- 18. Juni 1831: Die John Bull wird von Stephenson and Company in England fertig gestellt.
- 14. Juli 1831: Die John Bull wird in Liverpool für die Reise nach Philadelphia verladen.
- 4. September 1831: Die John Bull erreicht an Bord der Allegheny Philadelphia.
- 15. September 1831: Die John Bull macht ihre erste Fahrt in New Jersey unter Dampf.
- 12. November 1831: Robert Livingston Stevens transportiert bei Vorführungen mit der John Bull mehrere Politiker aus New Jersey.
- 1833: Die John Bull ist eine der Lokomotiven, die den Betrieb auf der neu gebauten Camden and Amboy Railroad aufnehmen.
- 1866: Die John Bull wird aus dem Betriebsdienst genommen.
- 1876: Die John Bull ist auf der Weltausstellung Centennial Exposition in Philadelphia zu sehen.
- 1883: Die Pennsylvania Railroad zeigt die John Bull auf der National Railway Appliance Exhibition in Chicago.
- 1884: Das Smithsonian Institution erwirbt die John Bull von der Pennsylvania Railroad.
- 1893: Die John Bull ist auf der Weltausstellung World’s Columbian Exposition in Chicago im Einsatz.
- 1910: Der ursprüngliche, sich in einem schlechten Zustand befindliche Tender wird vom Personal des Smithsonian verschrottet. Brauchbare Armaturen des Tenders werden jedoch erhalten.
- 1927: Die Baltimore & Ohio Railroad leiht sich die John Bull, um sie während der Fair of the Iron Horse in Baltimore zu betreiben.
- 1930: Das Smithsonian beauftragt die Pennsylvania Railroad zum Nachbau des Tenders unter Verwendung der noch vorhandenen originalen Armaturen. Der Tender wird mit der Lokomotive im Museum ausgestellt.
- 12. November 1931: Das Smithsonian feiert den 100. Geburtstag der Lokomotive. Für einen stationären Betrieb in der Ausstellungshalle wird Pressluft eingesetzt.
- 1933–1934: Die Pennsylvania Railroad leiht sich die John Bull, um sie auf der Weltausstellung Century of Progress International Exhibition in Chicago zu zeigen.
- 1939: Die originale John Bull ist auf der Weltausstellung New York World’s Fair zum letzten Mal für die nächsten 39 Jahre außerhalb des Smithsonian zu sehen.
- 1940: Eine Replik der John Bull, gebaut von der Pennsylvania Railroad in den Juniata Shops in Altoona (Pennsylvania), wird auf der New York World’s Fair gezeigt, während das Original wieder ins Smithsonian zurückkehrt.
- 15. September 1981: Die John Bull wird für ihr 150-jähriges Jubiläum wieder in Betrieb genommen. Sie wird die älteste betriebsfähige Dampflokomotive der Welt.
- 1985: Die John Bull wird für eine Ausstellung mit dem Flugzeug nach Dallas transportiert. Sie ist nun auch die älteste Lokomotive der Welt, die mit dem Flugzeug transportiert wurde.

Siehe auch: LDE – Saxonia mit sehr ähnlicher Bauweise